# Водосбор сибирский
Водосбор сибирский (лат. Aquilegia sibirica) — вид травянистых растений рода Водосбор (Aquilegia) семейства Лютиковые (Ranunculaceae).

## Распространение и экология
Западная и Восточная Сибирь, Средняя Азия, Монголия. Лесные суходольные, реже поёмные и субальпийские луга на высоте 1600—1760 м, луговые или каменистые склоны, негустые горные леса (лиственница, сосна, ель, кедр и смешанные).

## Ботаническое описание
Многолетнее травянистое растение. Стебель 26—70 см высотой, немного ветвистый, в нижней части вместе с черешками листьев покрытый редкими короткими отстоящими волосками, реже весь голый. Прикорневые листья часто просто тройчатые, вместо дважды тройчатых, обычных для водосборов; листочки 2—4,5 см длиной и 3—6 см шириной, снизу сизоватые.
Цветки 5—6 (7) см в поперечнике, со специфическим запахом. Чашелистики лиловато-синие, редко почти белые, 2—7 см длиной и 1—2 см шириной, отогнутые или распростёртые. Лепестки 3 см длиной; шпорец на конце загнутый крючком или кольцеобразно завитой, длиной около 2 см, одного цвета с чашечкой; отгиб лепестков тупой или косо срезанный, нередко беловатый, около 1 см длиной. Столбики немного длиннее тычинок или равны им. Листовок 5, голых, около 2,5 см длиной. Цветение в мае—августе.